# Neuryurus
Il neuriuro (gen. Neuryurus) è un mammifero cingolato estinto, appartenente ai glittodonti. Visse tra il Pliocene superiore e l'Olocene inferiore, circa 2,5 milioni - 9000 anni fa) e i suoi resti fossili sono stati ritrovati in Sudamerica.

## Descrizione
Questo animale, come tutti i glittodonti, era dotato di una pesante corazza formata da osteodermi saldati fra loro, che proteggeva la maggior parte del corpo. Neuryurus era di grandi dimensioni e poteva facilmente raggiungere i tre metri di lunghezza. La corazza assomigliava a quella di altri glittodonti come Trachycalyptus, con placche spesse e sovente di forma rettangolare, debolmente unite fra loro da una sutura dentellata. La superficie esterna di queste placche era punteggiata in modo uniforme. La coda, come in tutti i gliptodonti, era protetta da un "tubo" osseo; questa struttura, in Neuryurus, era depressa, non molto consolidata e formata in gran parte da placche simili fra loro. Le placche laterali, tuttavia, erano dotate di grandi strutture ellittiche, con una prominenza conica centrale, che assomigliavano a quelle presenti in Hoplophorus e in Panochthus. Inoltre, alcune placche marginali possedevano una zona centrale molto elevata e conica. Lo scudo cefalico assomigliava a quello di Panochthus per la presenza di tubercoli periferici leggermente marcati. 

## Classificazione
Il genere Neuryurus venne istituito nel 1889 da Florentino Ameghino, in sostituzione del nome Euryurus che lo stesso Ameghino e Paul Gervais avevano descritto qualche anno prima, ma che risultò già utilizzato per descrivere un genere di millepiedi. Neuryurus è noto principalmente per la specie tipo del genere, Neuryurus rudis, tipica dei giacimenti del Pleistocene inferiore e medio dell'Argentina. Fossili attribuiti a questo genere, ma non direttamente a questa specie, sono noti però anche in terreni argentini del Pliocene superiore (Zurita et al., 2006). I fossili più recenti risalgono al Pleistocene superiore e alla prima parte dell'Olocene e sono stati ritrovati in Uruguay, in Brasile e in Argentina. Altre specie attribuite a questo genere sono N. interundatus e N. giganteus.
Neuryurus è un genere insolito all'interno dei glittodonti: la morfologia peculiare dello scudo caudale lo distingue chiaramente dagli altri glittodonti, anche se strette parentele sono state proposte con il gruppo degli oploforini (Hoplophorinae). Per certi versi Neuryurus potrebbe essere avvicinabile al genere Panochthus, ma si suppone che il suo parente più prossimo possa essere Urotherium.